# یواس‌سی و جی‌اس هیلگارد (۱۹۴۲)
یواس‌سی و جی‌اس هیلگارد (۱۹۴۲) (به انگلیسی: USC&GS Hilgard (1942)) یک کشتی است که طول آن ۶۶ فوت (۲۰ متر) می‌باشد. این کشتی در سال ۱۹۴۲ ساخته شد.